# Sneek Noord vasútállomás
Sneek Noord vasútállomás vasútállomás Hollandiában, Súdwest-Fryslân városában.

## Vasútvonalak
Az állomást az alábbi vasútvonalak érintik:
- Leeuwarden–Stavoren-vasútvonal

## Kapcsolódó állomások
A vasútállomáshoz az alábbi állomások vannak a legközelebb:
- Mantgum vasútállomás
- Sneek vasútállomás
- Stasjon Snits Harinxmalân